# 格伦茨海姆
格伦茨海姆是德国巴登-符腾堡州的一个市镇。总面积3.70平方公里，总人口195人，其中男性90人，女性105人（2011年12月31日），人口密度53人/平方公里。